# Polyptychus janseri
Polyptychus janseri är en fjärilsart som beskrevs av Clark 1936. Polyptychus janseri ingår i släktet Polyptychus och familjen svärmare. Inga underarter finns listade i Catalogue of Life.